# Friedrich Faulhammer

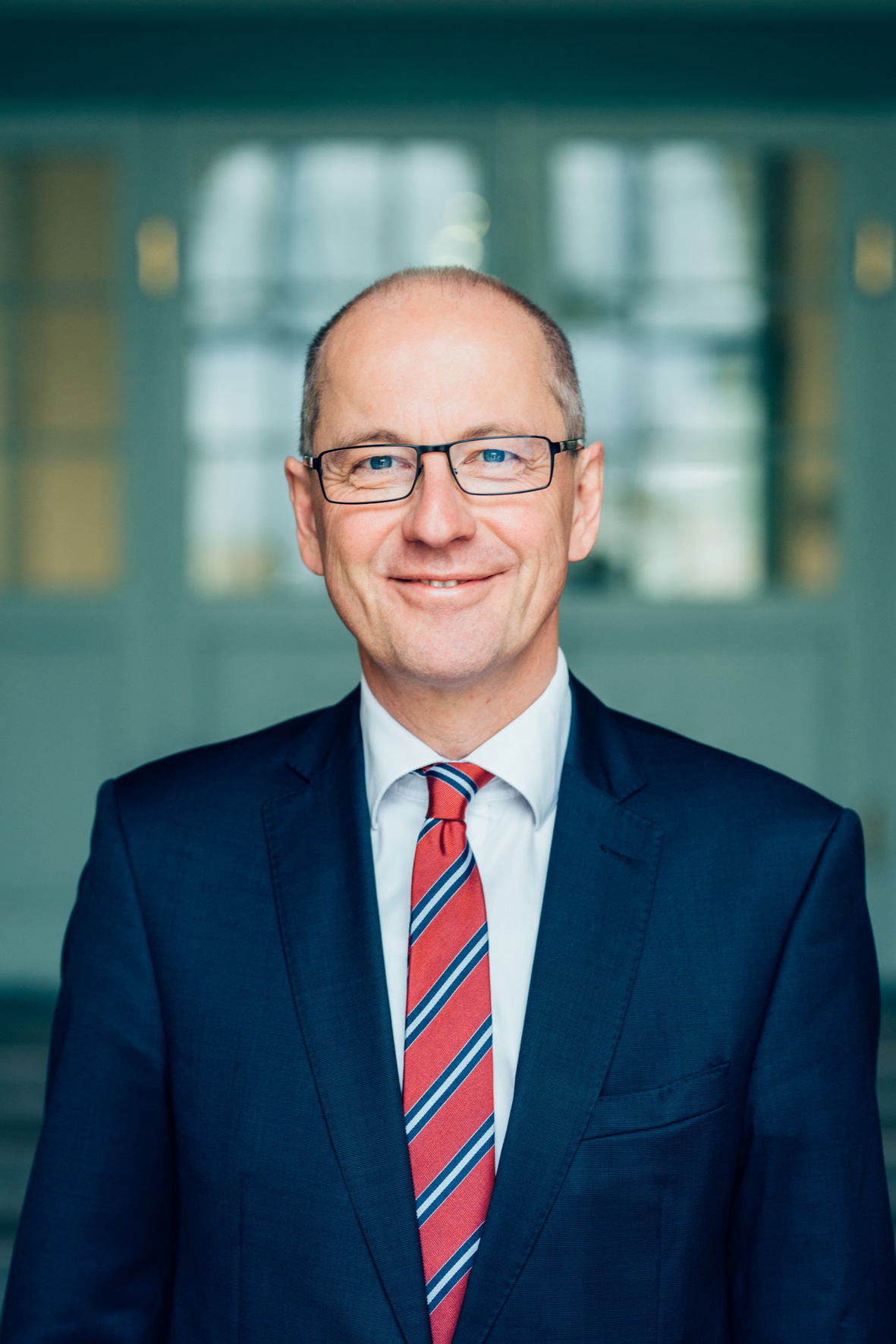
Friedrich Faulhammer (2018)

Friedrich Faulhammer (* 8. Juni 1963 in Wien) ist ein österreichischer Jurist. Von 2013 bis 2025 war er Rektor der Universität für Weiterbildung Krems.

## Leben
Friedrich Faulhammer studierte Rechtswissenschaften in Wien, das Studium schloss er als Magister ab. Von 1985 bis 1990 war er an der Universität Wien am Institut für Rechtsgeschichte und an der Rechtsabteilung der Universitätsdirektion tätig. Anschließend wechselte er ins Bundesministerium für Wissenschaft und Forschung, wo er ab 2001 die Abteilung für Fachhochschulen leitete und von 2003 bis 2005 als stellvertretender Sektionsleiter an der Implementierung des Universitätsgesetzes 2002 beteiligt war. Ab 2005 war er Leiter der Sektion I für Universitäten und Fachhochschulen, 2009 wurde er Generalsekretär des Wissenschaftsministeriums.
Im Februar 2013 wurde er vom Universitätsrat als Nachfolger von Jürgen Willer zum Rektor der Donau-Universität Krems gewählt, das Amt trat er am 1. August 2013 an. Im September 2015 wurde er für eine weitere vierjährige Funktionsperiode, beginnend mit August 2017, wiedergewählt. Im November 2018 wurde er zum Vorstandsmitglied der Ludwig Boltzmann Gesellschaft (LBG) bestellt. Im Februar 2020 wurde er vom Senat und Universitätsrat für eine weitere vierjährige Funktionsperiode von 2021 bis 2025 als Rektor wiederbestellt. Anfang 2024 gab Faulhammer bekannt für keine weitere Amtsperiode mehr kandidieren zu wollen, als Nachfolgerin wurde Viktoria Weber ab August 2025 Rektorin der Universität für Weiterbildung Krems.
Neben dem Vorstandsvorsitzenden Erhard Busek war er stellvertretender Vorsitzender des Instituts für den Donauraum und Mitteleuropa (IDM), nach Buseks Ableben war er zuerst interimistischer Vorsitzender und wurde mit Oktober 2022 zum Vorstandsvorsitzenden bestellt. Im November 2022 wurde Faulhammer als Nachfolger von Zdravko Kačič, Rektor der Universität Maribor, für eine zweijährige Funktionsperiode zum Vorsitzenden der Donau-Rektorenkonferenz (DRC) gewählt. Zuvor hatte er den Vorsitz 2017/18 inne. Darüber hinaus ist er Vorsitzender des Hochschulrats der Pädagogischen Hochschule Wien, des Vereins für deutsches und internationales Wissenschaftsrecht e. V. Münster und im Beirat des Europa-Forum Wachau.

## Auszeichnungen
- 2008: Großes Silbernes Ehrenzeichen für Verdienste um die Republik Österreich[13]
- 2008: Tiroler Adler-Orden in Gold[14]
- 2011: Officier dans l’Ordre des Palmes Académiques[1]
- 2023: Großes Goldenes Ehrenzeichen für Verdienste um die Republik Österreich[15][16]